# 200K busz (Budapest)
A budapesti 200K jelzésű autóbusz a Deák Ferenc tér és a Budapest Liszt Ferenc nemzetközi repülőtér 2-es terminálja között közlekedett ideiglenes járatként. A járatot a Budapesti Közlekedési Zrt. üzemeltette a Budapesti Közlekedési Központ Zrt. megrendelése alapján.

## Története
2015. október 10-étől 16-áig 200K jelzéssel gyorsjárat közlekedett a Deák Ferenc tér és a Liszt Ferenc Repülőtér között. Útvonala a 2017-ben indított 100E busszal azonos volt, viszont ez megállt a Corvin-negyednél és a Nagyvárad térnél is.

## Útvonala
| Liszt Ferenc Airport 2 felé | Deák Ferenc tér felé |
| --- | --- |
| Deák Ferenc tér M vá. – Károly körút – Múzeum körút – Üllői út – Ferihegyi repülőtérre vezető út – Üllői út – 4. számú út – Repülőtéri bekötőút – Liszt Ferenc Airport 2 vá. | Liszt Ferenc Airport 2 vá. – Repülőtéri bekötőút – 4. számú út – Üllői út – Ferihegyi repülőtérre vezető út – Üllői út – Múzeum körút – Károly körút – Deák Ferenc tér M vá. |

## Megállóhelyei
| 0  | Deák Ferenc tér M végállomás      | 45 | 9, 15, 16, 100K, 105, 115 47, 48, 49                        |
| 2  | Astoria M                         | 42 | 5, 7, 8, 9, 107, 110, 112, 133, 178, 233, 239 74 47, 48, 49 |
| 4  | Kálvin tér M                      | 40 | 9, 15, 115 83 47, 48, 49                                    |
| 8  | Corvin-negyed M                   | 37 | 4, 6                                                        |
| 11 | Nagyvárad tér M                   | 34 | 281 24                                                      |
| 45 | Liszt Ferenc Airport 2 végállomás | 0  | 200E                                                        |